# Martella mutillaeformis
Martella mutillaeformis är en spindelart som först beskrevs av Władysław Taczanowski 1878.  Martella mutillaeformis ingår i släktet Martella och familjen hoppspindlar. Inga underarter finns listade i Catalogue of Life.